# تپه کولاژدم کوه ۹
تپه کولاژدم کوه ۹ مربوط به دوره اشکانیان است و در شهرستان کوهدشت، بخش طرهان، ۸۰۰ متری جنوبغرب شهر گراب واقع شده و این اثر در تاریخ ۲۸ اسفند ۱۳۸۵ با شمارهٔ ثبت ۱۸۳۰۴ به‌عنوان یکی از آثار ملی ایران به ثبت رسیده است.